# Sde Boaz
Sde Boaz,  en hébreu : שדה בועז, est un avant-poste israélien, implanté en Cisjordanie occupée. Administrativement, il fait partie du conseil régional de Goush Etzion, dans le district de Judée et Samarie et situé sur une colline au nord de Neve Daniel (en). L'avant-poste est fondé en 2002, par Hananel Shear-Yashuv, qui en revendique la terre, installe un conteneur au sommet de la colline et y emménage.

## Situation juridique
En application de la IVe Convention de Genève dans les Territoires palestiniens, la communauté internationale, considère comme illégales, les colonies israéliennes de Cisjordanie, au regard du droit international mais le gouvernement israélien conteste ce point de vue.

## Source de la traduction
- (en) Cet article est partiellement ou en totalité issu de l’article de Wikipédia en anglais intitulé « Sde Boaz » (voir la liste des auteurs).